# 마키노 지카시게

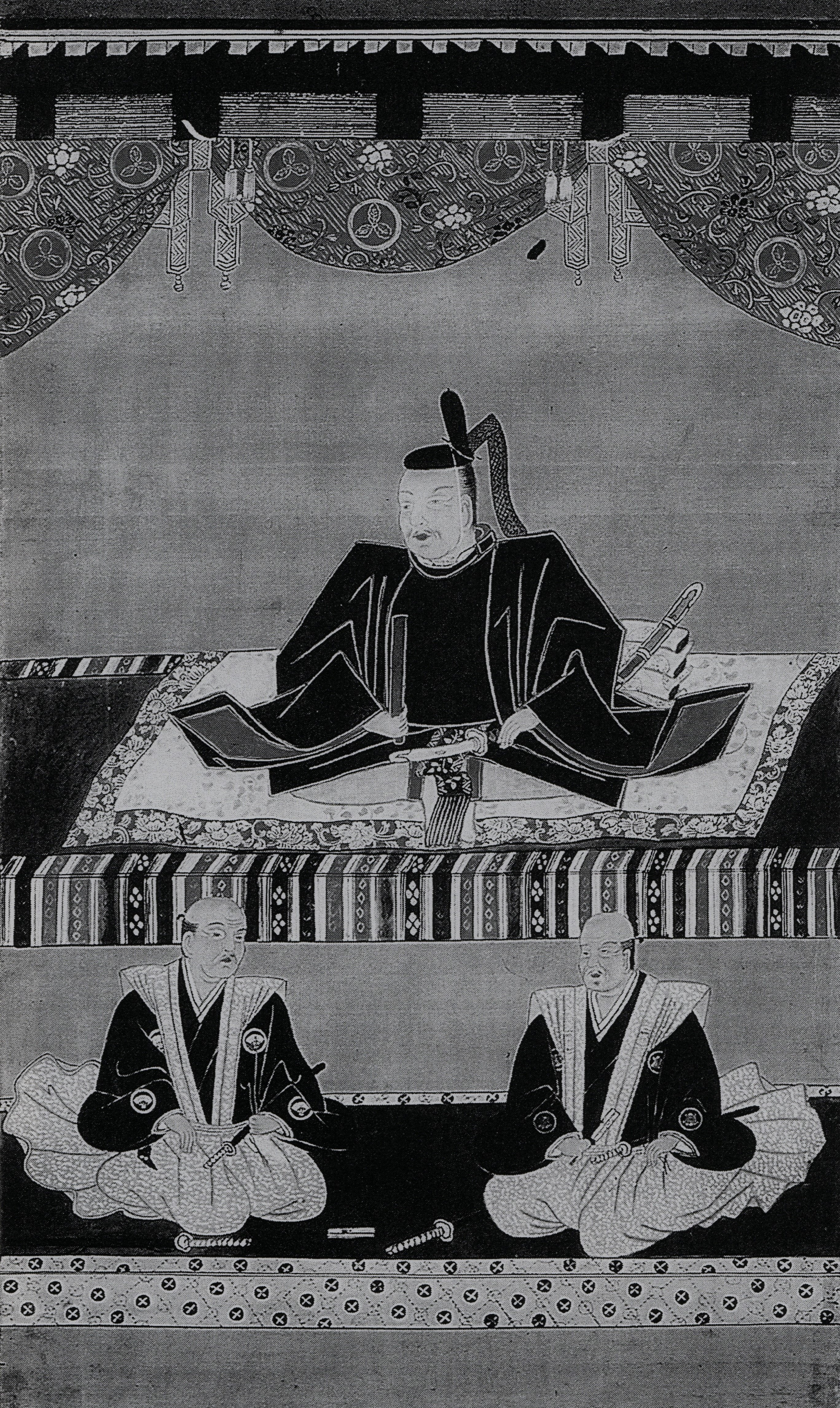
마키노 지카시게

마키노 지카시게(일본어: 牧野親成, 1607년 ~ 1677년 10월 19일)는 에도 시대 전기의 다이묘이다. 시모사 세키야도 번 제2대 번주, 단고 다나베 번 초대 번주를 지냈다. 단고 다나베 번 마키노가(丹後田辺藩牧野家) 제2대 당주.
하타모토 마키노 노부시게의 차남으로 태어났다. 형 구로우에몬의 요절로 세키야도 번의 세자가 되었다.
| 전임 마키노 노부시게 | 제2대 세키야도 번 번주 (미카와 마키노가 단고 다나베 번계) 1647년 ~ 1656년 | 후임 이타쿠라 시게무네 |

|  | 가와치국·셋쓰국의 다이묘 (미카와 마키노가) 1656년 ~ 1668년 |

| 전임 교고쿠 다카모리 | 제1대 단고 다나베 번 번주 (미카와 마키노가) 1668년 ~ 1673년 | 후임 마키노 도미시게 |

| 전임 이타쿠라 시게무네 | 제4대 교토 쇼시다이 1654년 ~ 1668년 | 후임 이타쿠라 시게노리 |